# جيوفري أوينز
جيوفري أوينز (بالإنجليزية: Geoffrey Owens)‏ هو ممثل أمريكي، ولد في 18 مارس 1961 ببروكلين في الولايات المتحدة.

## أعمال

### مسلسلات
- الحياة السرية لمراهقة أمريكية
- فلاش فورورد
- قانون ونظام[5]

## وصلات خارجية
- جيوفري أوينز على موقع IMDb (الإنجليزية)
- جيوفري أوينز على موقع ألو سيني (الفرنسية)
- جيوفري أوينز على موقع أول موفي (الإنجليزية)
- جيوفري أوينز على موقع قاعدة بيانات برودواي على الإنترنت (الإنجليزية)
- جيوفري أوينز على موقع قاعدة بيانات الأفلام السويدية (السويدية)
- جيوفري أوينز على موقع قاعدة بيانات الفيلم (الإنجليزية)
- جيوفري أوينز على موقع كينوبويسك (الروسية)